# Hessischer Radfernweg R8

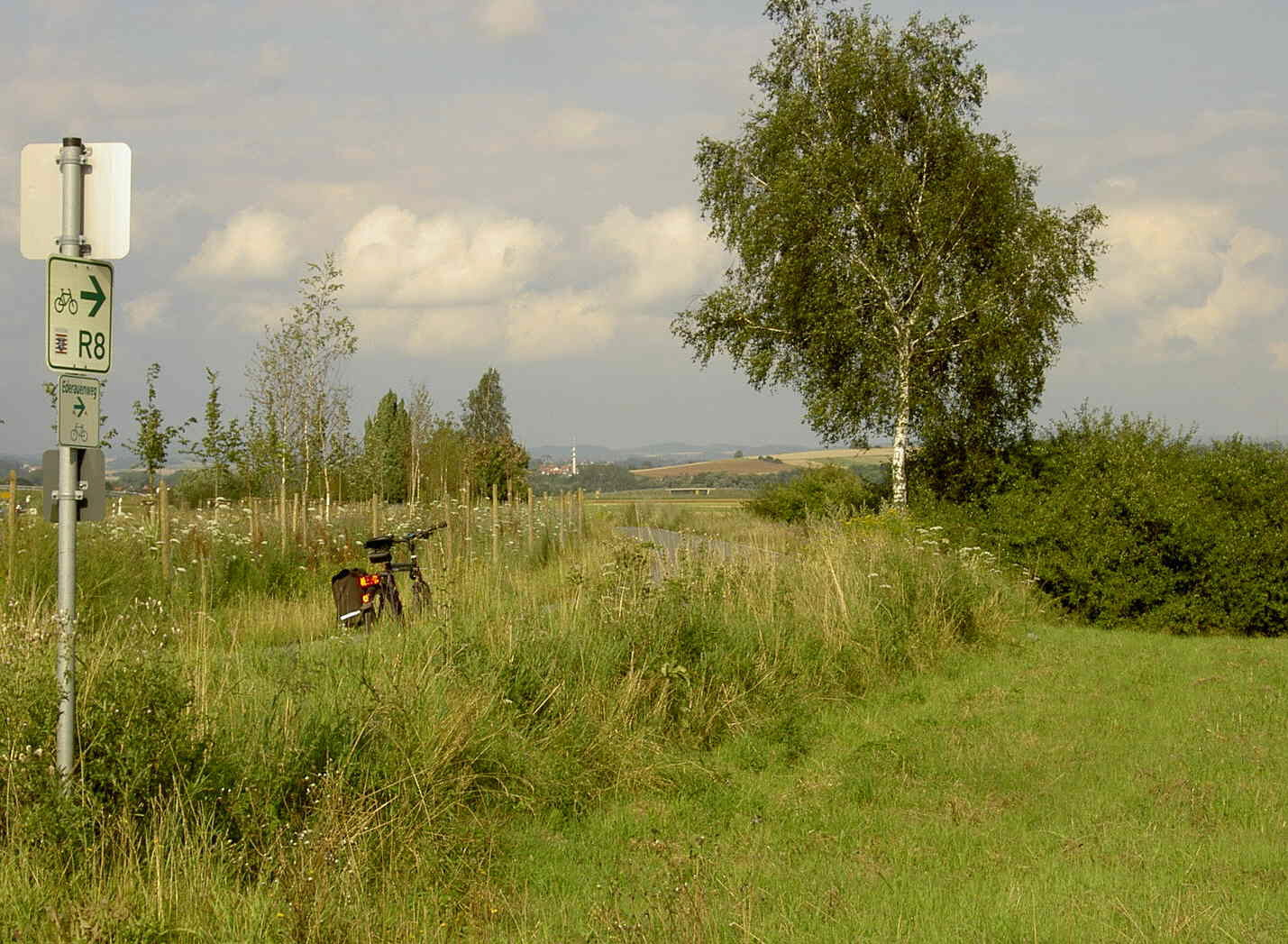
R8 und Ederauenradweg vor Frankenberg

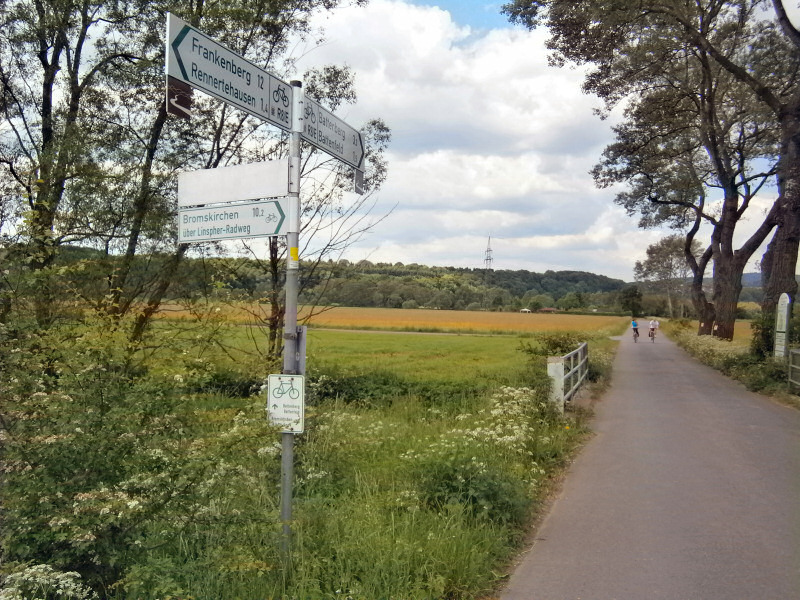
Radweg zwischen Frankenberg und Battenberg

Der Hessische Radfernweg R8 ist einer von neun Radfernwegen in Hessen. Er steht unter dem Motto Westerwald-Taunus-Bergstraße und beginnt in Frankenberg (Eder), verläuft dann durch das Gladenbacher Bergland, den Westerwald, den Taunus, Frankfurt am Main, den Odenwald und endet an der Bergstraße hinter Heppenheim. Somit ergibt sich eine Gesamtlänge von ungefähr 310 Kilometern. Dabei werden die verschiedenen hessischen Landschaften durchstreift.

## Sehenswürdigkeiten
- Oranienstadt Dillenburg
- historische Altstadt von Herborn
- Limburger Dom
- historische Altstadt und Kultur- und Sehenswürdigkeiten von Idstein
- historische Altstadt von Dreieichenhain
- Mathildenhöhe in Darmstadt
- Bergstraße

## Unterwegsstationen
Frankenberg (Eder) – Battenberg – Breidenbach – Eschenburg – Dillenburg – Herborn – Driedorf – Mengerskirchen – Waldbrunn (Westerwald) – Hadamar – Elz – Limburg an der Lahn – Brechen – Selters – Bad Camberg – Idstein – Niedernhausen – Oberjosbach – Eppstein – Frankfurt-Höchst – Neu-Isenburg – Dreieich – Darmstadt – Zwingenberg – Bensheim – Heppenheim.

## Bodenbelag
Der R8 verläuft überwiegend auf asphaltierten Streckenabschnitten (67 %), Feld- und Waldwegen (ca. 16 %) sowie wassergebundener Decke (9 %).

## Schnittpunkte mit anderen Radwegen
- Frankenberg:
  - Ederauenradweg
  - Hessischer Radfernweg R6
- Wallau (Lahn):
  - Hessischer Radfernweg R2 – Entlang Lahn, Fulda, Lüder und Lauter in Richtung Vogelsberg/Spessart
  - Lahnradweg – Entlang der Lahn nach Lahnstein
  - Seenradweg – Durch das Lahn-Dill-Bergland zum Aartalsee
- Dillenburg
  - Dilltalradweg
- Limburg:
  - Lahnradweg
  - Hessischer Radfernweg R7
- Idstein:
  - Hessischer Radfernweg R6
  - Deutscher Limes-Radweg
- Frankfurt-Höchst
  - Hessischer Radfernweg R3
  - Main-Radweg
- Darmstadt:
  - Radweg Bergstraße
- Darmstadt-Eberstadt
  - Modau-Radroute
- Bensheim – Heppenheim:
  - Hessischer Radfernweg R9